# Església de la Mare de Déu dels Desemparats (Alcoi)
L'església de la Mare de Déu dels Desemparats d'Alcoi (l'Alcoià), País Valencià, se situa a la plaça de la Mare de Déu. Aquest edifici, projectat per l'arquitecte Jorge Gisbert Berenguer, va ser construït a mitjan segle xix en estil neoclàssic.
Es tracta d'un temple de petites dimensions situat entre mitgeres.
La seua façana principal, simètrica, compta amb un parament cilíndric de pedra amb dibuixos geomètrics en baix relleu que sobreïx i es cobreix amb una cambra d'esfera on hi ha oberta una lluneta. Aquest parament cilíndric s'emmarca a banda i banda, amb dos petits campanars de planta quadrada i coberta a quatre aigües de teula.
L'interior de planta basilical amb una sola nau, presenta columnes apariades exemptes, estriades, d'ordre corinti, situades en els laterals, que serveixen de suport a un arquitrau sobre el qual recolza la volta de canó cassetonada.
Al fons se situa un presbiteri recte, amb una fornícula on s'alberga la Mare de Déu dels Desemparats. Als peus està situat el cor, sota la cambra d'esfera de la façana. Es cobreix el creuer amb una cúpula sobre petxines amb quatre llunetes que il·lumina l'interior i que exteriorment es reflecteixen en un tambor que aplata i reforça la cúpula.
Les pintures, així com els daurats i les policromies, estan perfectament integrades amb l'arquitectura, les quals augmenten la sensació de riquesa espacial i ornamental del temple.